# Venom Inc.
I Venom Inc. sono un gruppo heavy metal britannico formato nel 2015 da alcuni ex componenti dei Venom che è nato come reunion della formazione dei Venom del periodo 1989-1992 caratterizzata dalla formazione: Demolition Man/Mantas/Abaddon. Tuttavia, in seguito a dissapori interni, la band dal 2018 ha deciso di cacciare Abaddon durante un suo periodo di pausa, proseguendo con il batterista ed ex-tecnico del suono Jeramie Kling che, da essere batterista temporaneo, finisce per diventare membro della band a tutti gli effetti.

## Storia

### Inizi (2015 - 2016)

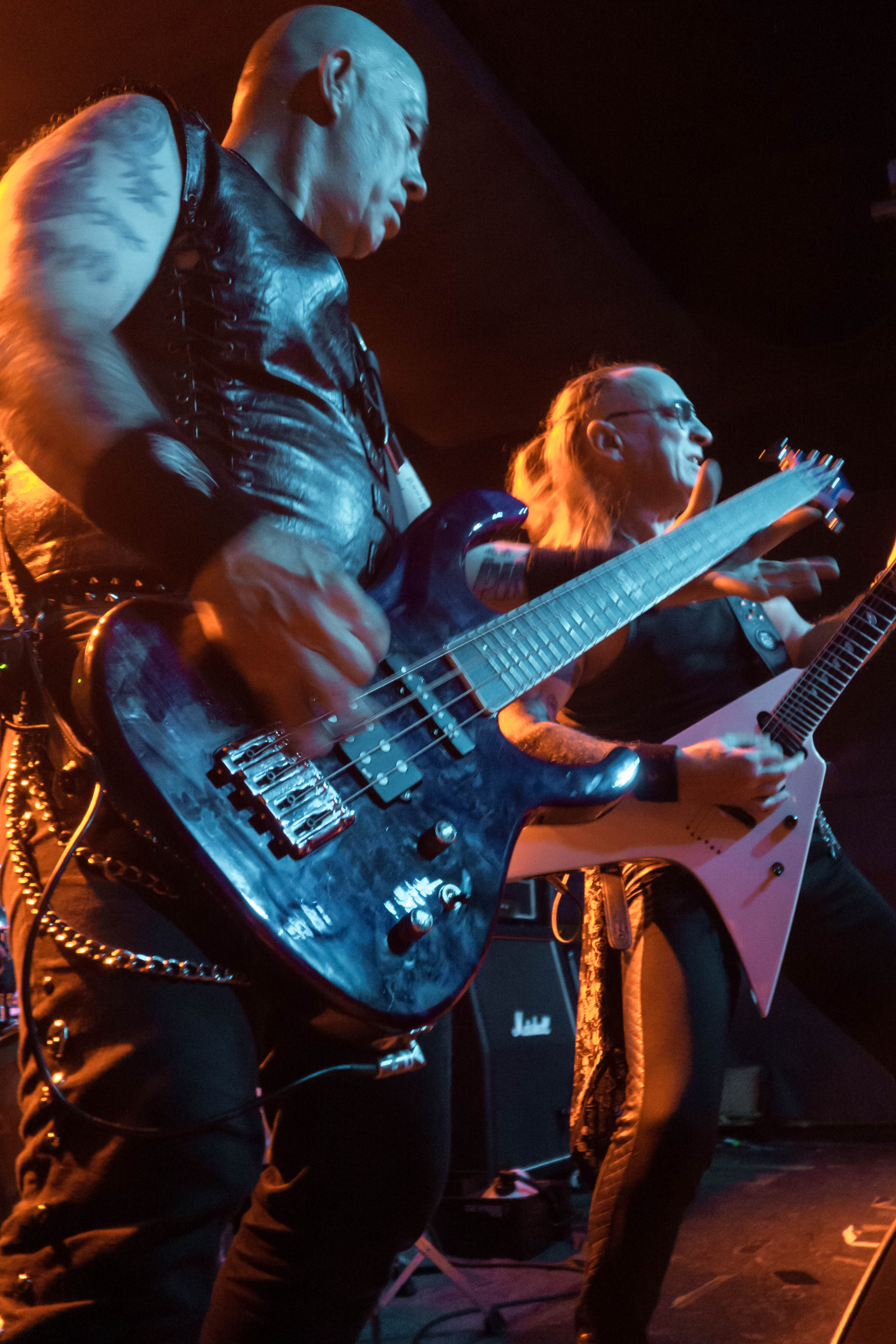
Tony "Demolition Man" e Jeff "Mantas" durante un live dei Venom inc. del 2016

Nell'aprile 2015 gli M-Pire of Evil si esibiscono al "Keep It True Festival", in Germania, presentandosi con il batterista della formazione originale dei Venom, Anthony "Abaddon" Bray, insieme al quale suonano cinque brani classici del gruppo.
Tutti poi sono tornati alle proprie occupazioni: Demolition Man e Mantas hanno ripreso con gli M-Pire of Evil, Abbadon è tornato ai suoi impegni, ma la reazione dei supporters è stata tale che la band ha firmato per un altro tour e ha registrato dei nuovi demo, su richiesta della Nuclear Blast.
Successivamente la band riceve offerte per esibirsi in diversi festival e inizia a pensare al nome "Iron & Steel", ma dopo che fans e promoters affermano: "ma voi siete i Venom!", il gruppo cambia nome in "Venom Inc." e parte per delle date in Cina, Giappone, Taiwan, un intero tour Europeo e uno in Sud e Nord America.

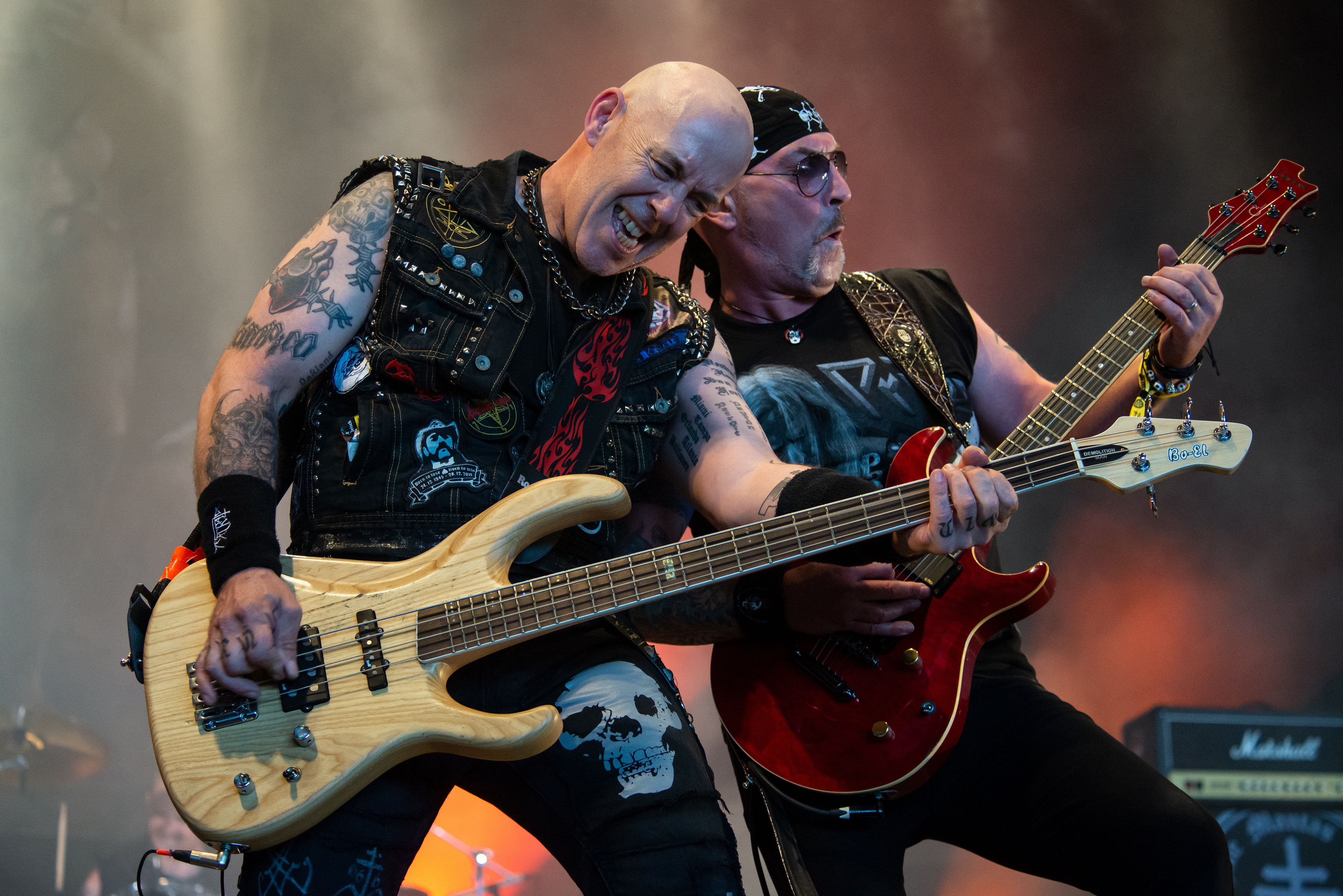
Tony "Demolition Man" e Jeff "Mantas" in un live con i Venom inc. nel 2019

### Pubblicazione di "Avé" sotto Nuclear Blast e Blood Stained Earth Tour 2017

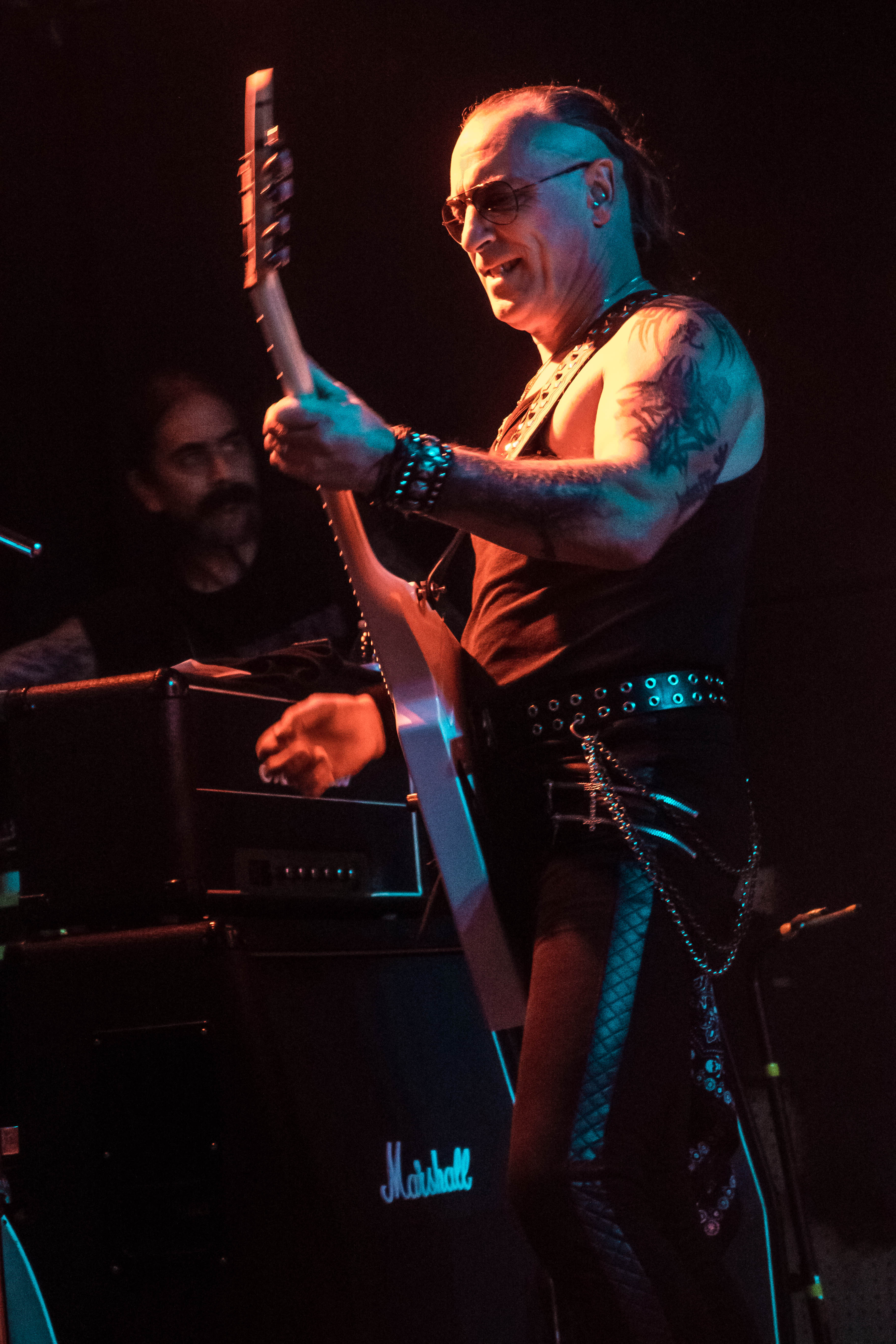
Jeff "Mantas" durante un live della band nel 2016

L'11 agosto 2017 esce il primo album registrato dal trio sotto in nome Venom Inc. chiamato "Avé", sotto la Nuclear Blast. L'album, a dispetto del singolo "Dein Fleisch", pubblicato un mese prima e che sembrava richiamare sonorità industrial di band come Rammstein, mostra un ritorno in grande stile da parte del trio Demolition Man/Mantas/Abaddon e viene ben accolto dai fan e dalla critica musicale.

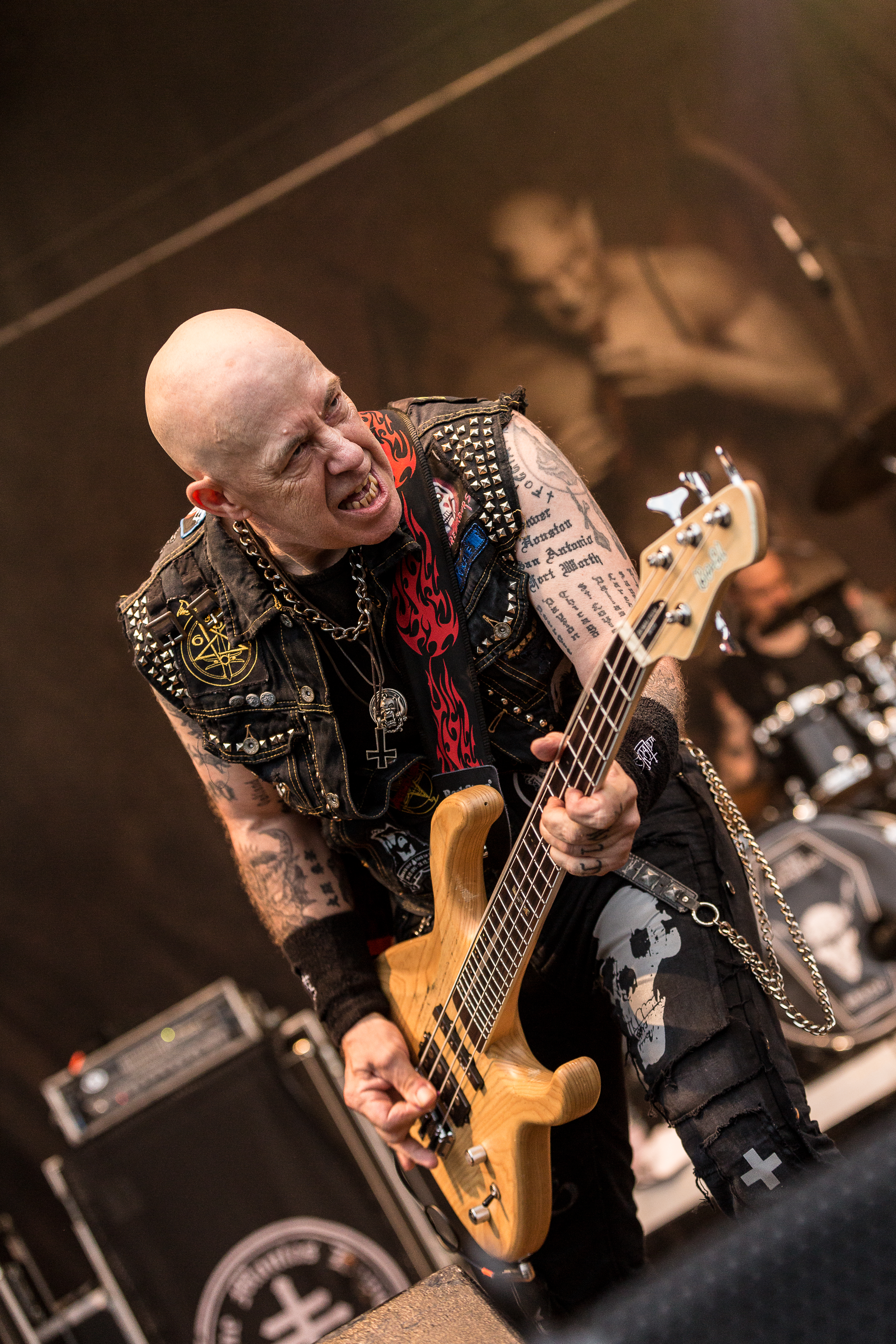
Tony "Demolition Man" durante un live con i Venom inc. nel 2019

In un'intervista per TrueMetal.it, riguardo alla scelta di Dein Fleisch, Tony Demolition ha detto: 
"Sarebbe stato molto facile per noi far uscire la title track o Metal We Bleed, un brano veloce dal disco, molto vecchio stampo ma poi sarebbe stato troppo facile, troppo ovvio: sembra che i fan vogliano roba “old school” e che noi li abbandoniamo con Dein Fleisch, pezzo industrial alla Rammstein. Ma questo è un test per vedere se stai davvero ascoltando o se stai guardando."

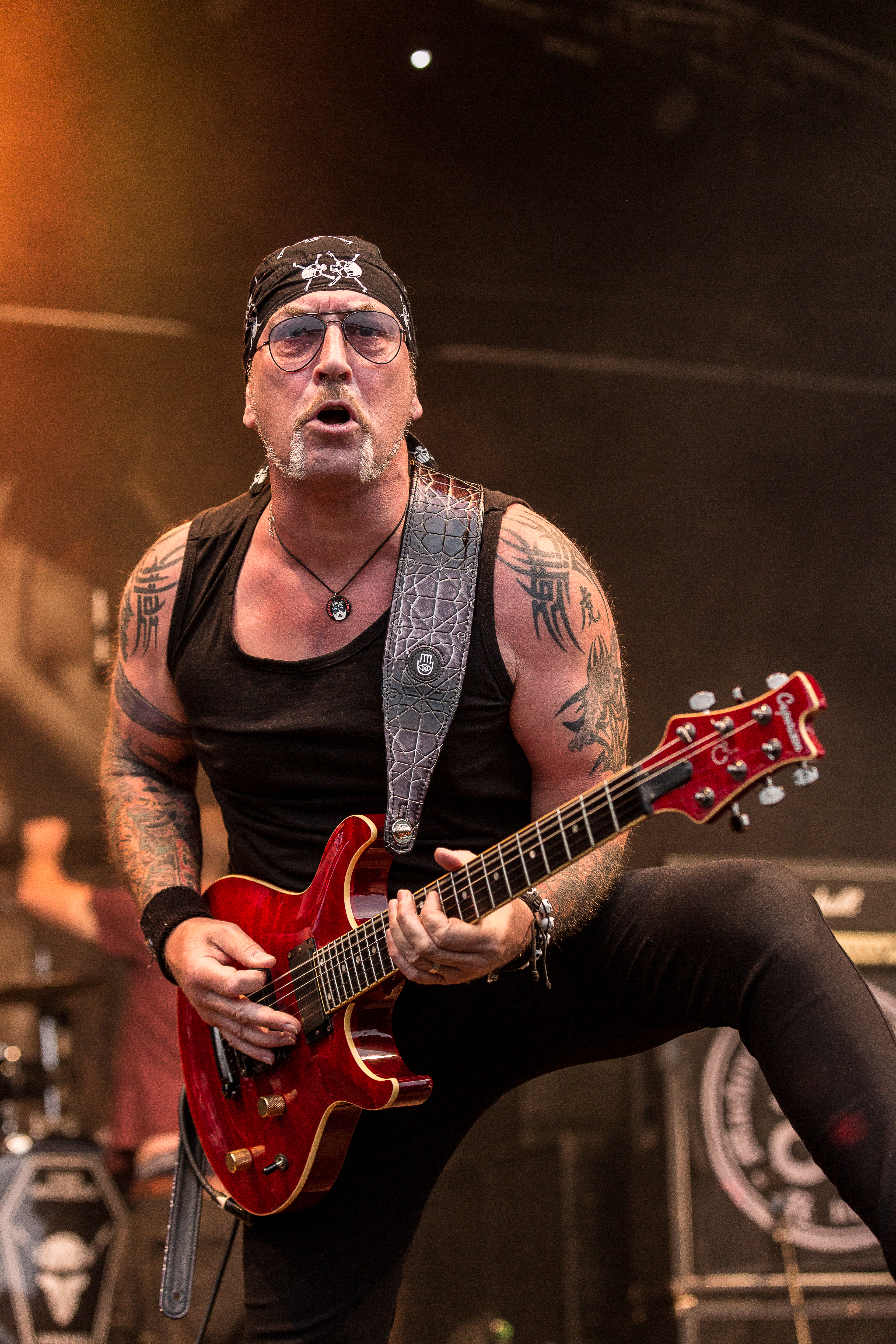
Jeff "Mantas" durante un live con i Venom inc. nel 2019

Mentre, in un'altra intervista per Metalitalia.com, alla domanda sul come fosse nata una canzone dalle influenze Industrial come Dein Fleisch e di come fosse stata scelta come primo singolo da lanciare, Mantas dichiara:
"Questa è una bella domanda. In realtà abbiamo puntato su “Dein Fleisch” proprio per la sua particolarità, cercando di far capire che i Venom Inc. non suonano solo thrash, o heavy metal, ma sono anche in grado di sperimentare. Questo brano, tra le altre cose, è stato scritto tre anni fa, all’epoca degli M-Pire Of Evil. Diciamo che lo abbiamo tenuto nel cassetto in attesa di un futuro nuovo album. E così è stato."

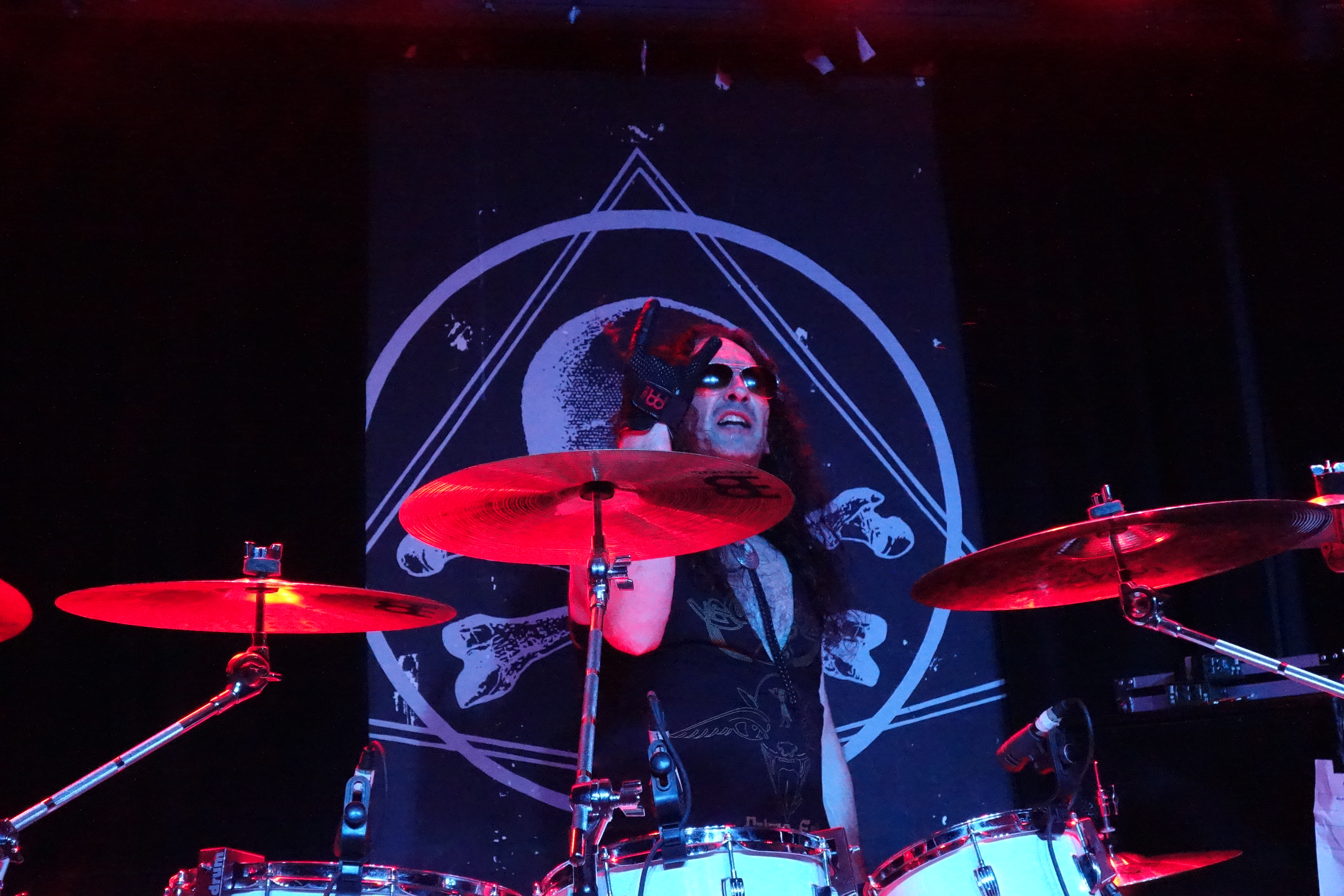
Abaddon durante un live con i Venom inc. nel 2016

A partire dal 1º settembre 2017, la band intraprende il Blood Stained Earth Tour 2017 che vede in tutto 40 date, tra cui 27 negli Stati Uniti, 3 in Canada, una in Finlandia e una in Francia.

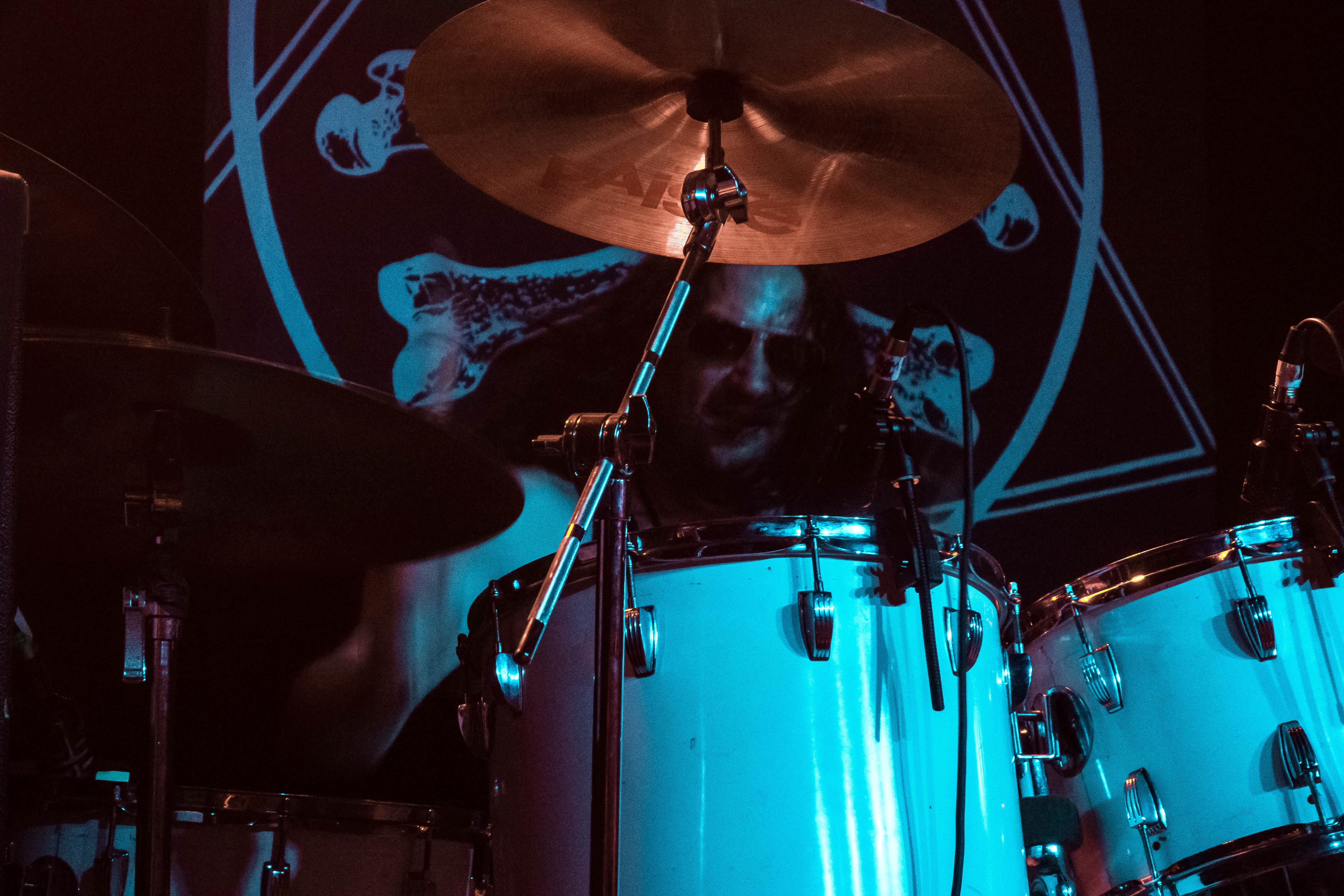
Abaddon durante un live dei Venom inc. nel 2017

### Blood Stained Earth Tour 2018, uscita di Abaddon, ingresso di Jeramie Kling come nuovo batterista a tempo pieno e primo infarto di Mantas
Nel 2018 i Venom inc. estendono il loro tour al "Blood Stained Earth Tour 2018" che parte con 2 date in Giappone, ma che si dedica anche in territori dove i Venom non hanno mai suonato, come Singapore, Thailandia, Australia e Nuova Zelanda.

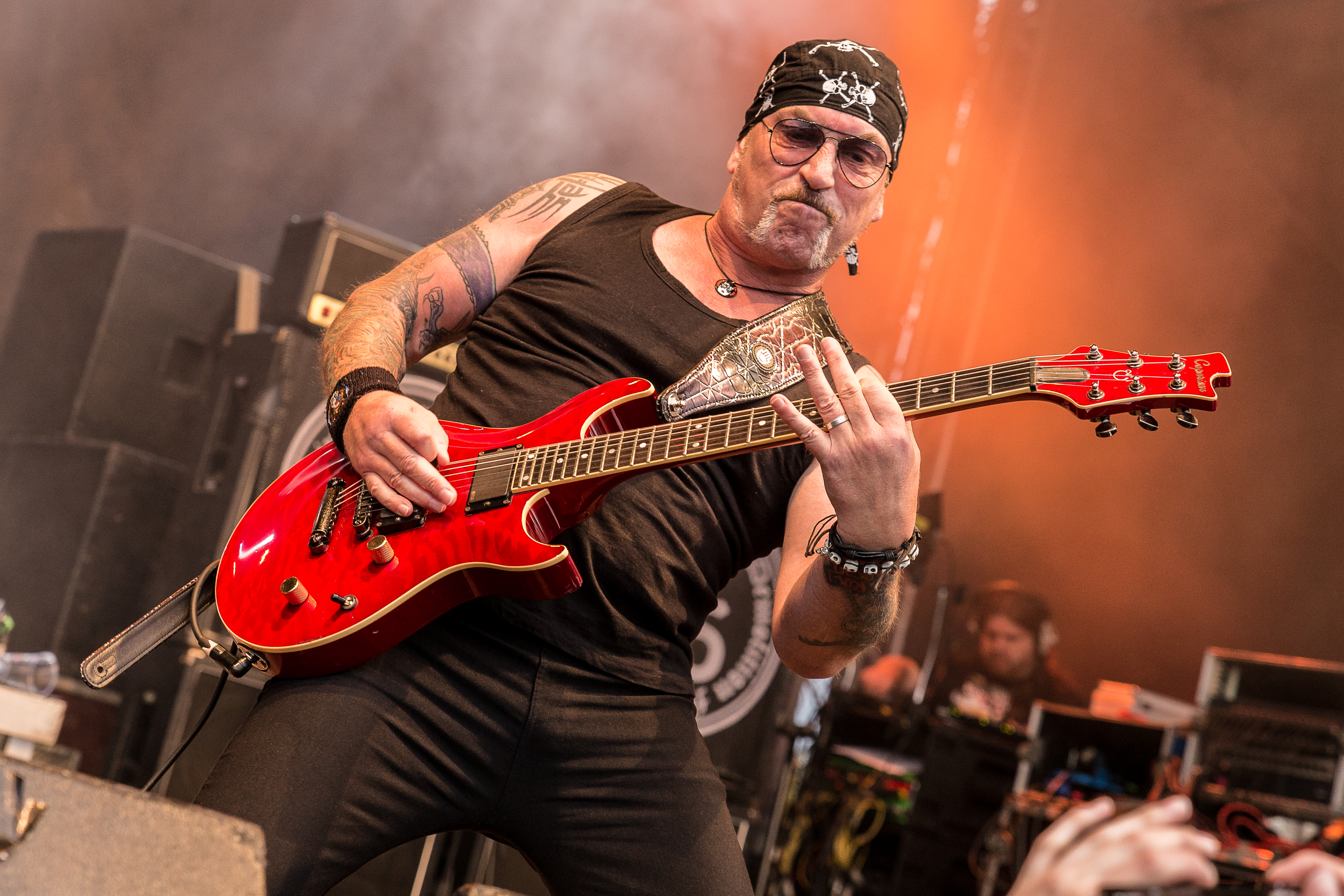
Jeff "Mantas" durante un live dei Venom inc. nel 2019

Il 6 marzo 2018, la band comunica che Abaddon si sarebbe preso una pausa dall'attività live con la band per dedicarsi alla famiglia e sua figlia appena nata; così, viene sostituito da Jeramie Kling (proveniente dai The Absence e già roadie della band) per proseguire il tour “Blood Stained Earth Tour 2018” nelle date europee, che vedono anche coinvolte anche band come Suffocation, Nervosa, Aeternam e Survive, delle quali due date sono previste Italia il 22 marzo a Brescia e un'altra il giorno successivo a Bologna. Tuttavia, in seguito ad alcuni conflitti personali dovuti alla sua condotta durante i tour precedenti e a mosse di gestione contrattuale fatte alle spalle di Demolition Man e Mantas senza alcuna approvazione, oltre che a divergenze stilistiche con gli altri membri della band, Abaddon non fa più rientro nei Venom inc.; e così Jeramie KIing prende parte anche alle registrazioni per il prossimo disco, diventando così un membro effettivo della band.

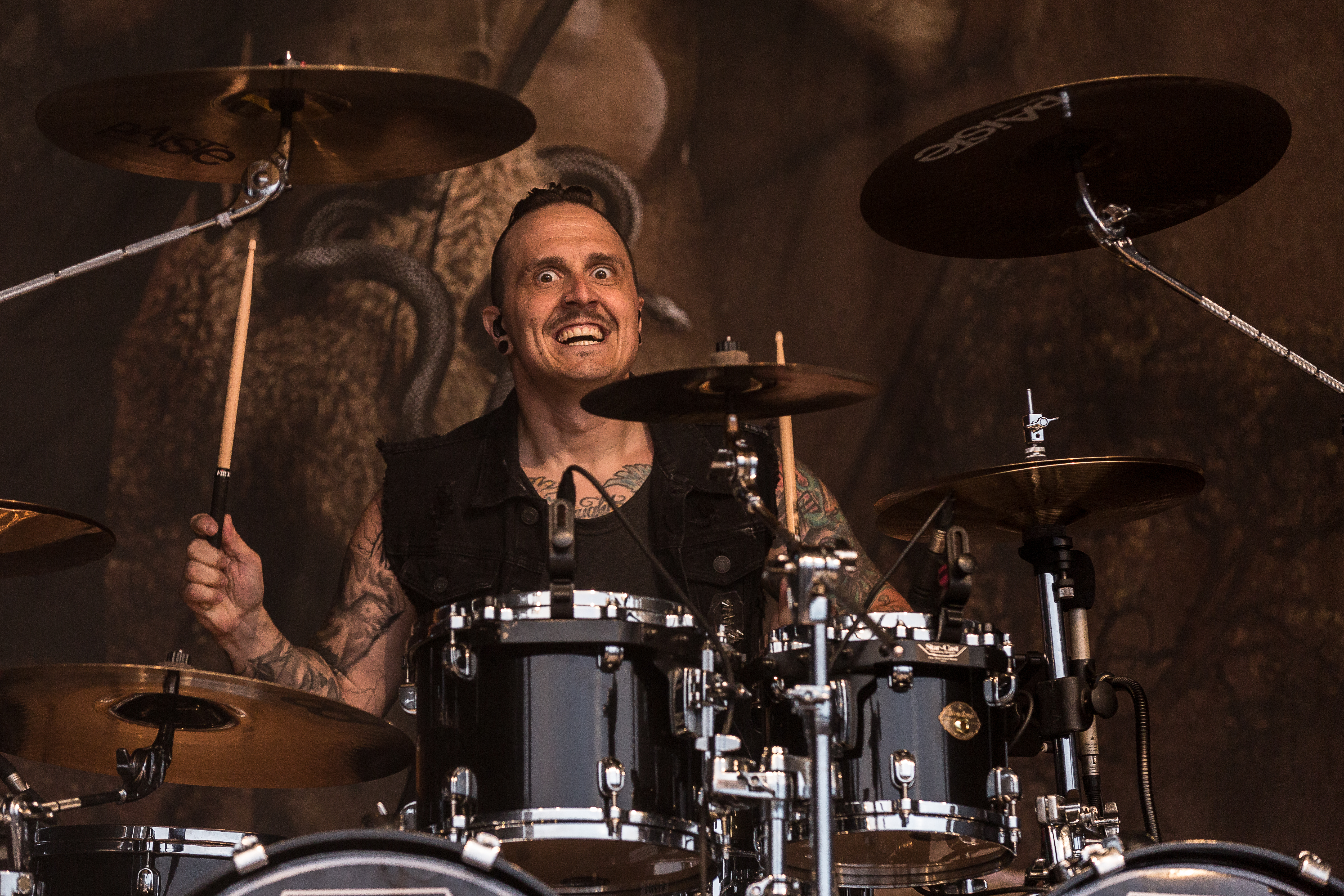
il batterista Jeramie "War Machine" Kling durante un live con i Venom Inc.

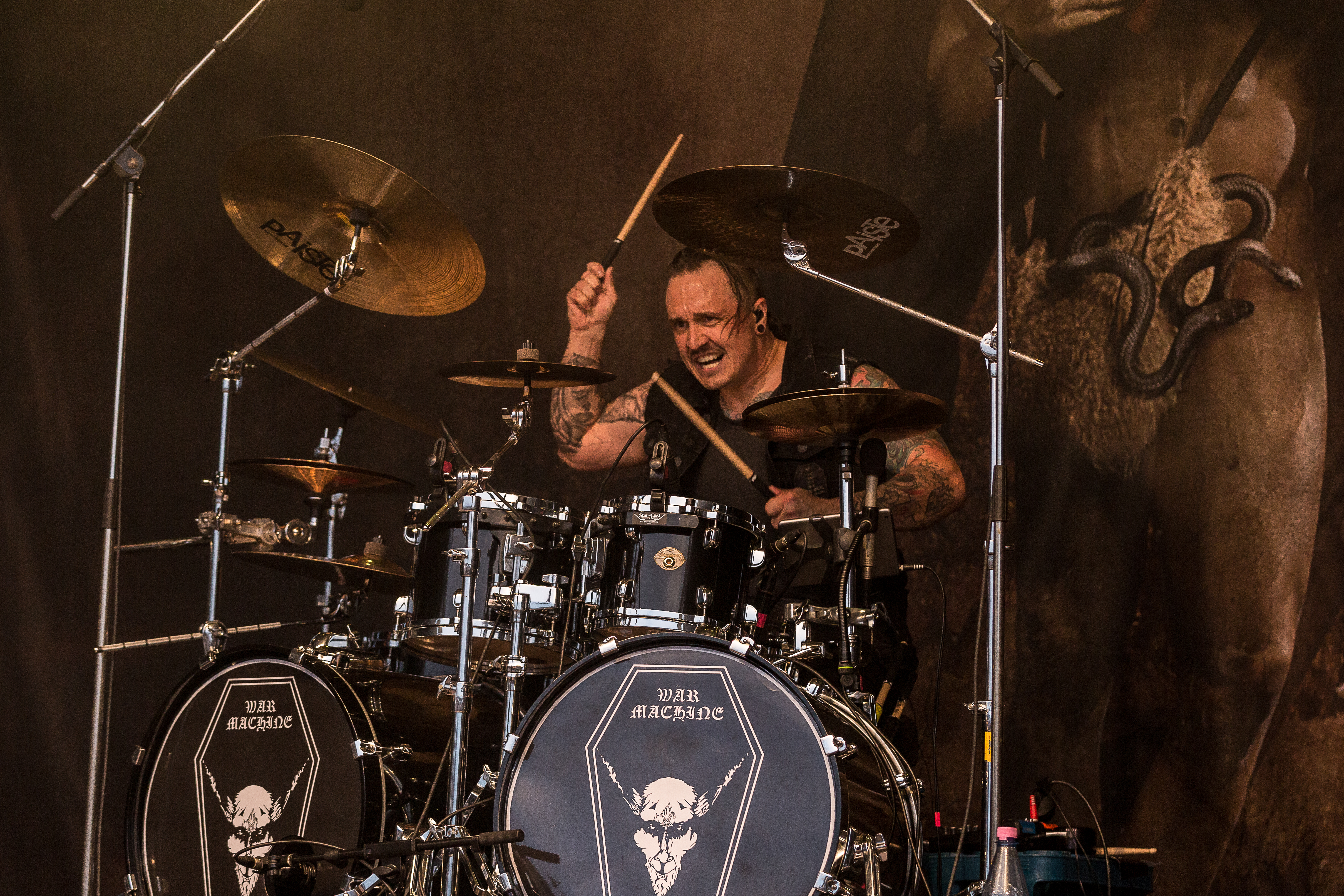
Jeramie "War Machine" durante un live con i Venom inc. nel 2019

Da 24 ottobre al 3 novembre 2018 i Venom Inc. prendono parte al tour dei Danzig negli USA, come band di supporto insieme ai Power Trip e ai Mutoid Man.
Il 30 aprile 2018 Jeff “Mantas” Dunn fviene colpito da un grave infarto mentre si trova nella sua abitazione in Portogallo. Trasportato d’urgenza in ospedale a seguito di un forte dolore toracico, subisce un arresto cardiaco durante il quale risulta clinicamente morto per alcuni minuti, prima di essere rianimato dal personale medico. Dopo un mese di ricovero, il musicista viene sottoposto presso una struttura di Lisbona a un intervento chirurgico a cuore aperto, consistente in un doppio bypass coronarico.
L’operazione si è conlcusa con esito positivo e Dunn ha potuto iniziare la convalescenza nella propria abitazione. La notizia è stata diffusa ufficialmente dalla band attraverso un comunicato ripreso da vari media internazionali e dalla stampa specializzata, tra cui il portale italiano Metalitalia.com.
Nonostante la gravità dell’episodio, Dunn ha recuperato gradualmente la forma fisica ed è tornato ad esibirsi dal vivo con i Venom Inc. il 4 agosto 2018, in occasione del festival finlandese Porispere.

### Live at Wacken Open Air 2019 e altre attività (2019-2020)
Nel 2019 i Venom Inc. partecipano al Wacken Open Air, uno dei più importanti festival heavy metal internazionali, esibendosi il 2 agosto sul Faster Stage. La scaletta comprende brani storici dei Venom, in particolare dagli album Welcome to Hell (1981) e Black Metal (1982), insieme a pezzi rappresentativi del repertorio classico della band.
L’esibizione viene documentata professionalmente con riprese audio e video e viene pubblicata ufficialmente nella serie Live at Wacken Open Air, che raccoglie le performance delle band ospiti del festival. Sul palco si presenta la formazione composta da Tony “Demolition Man” Dolan (voce e basso), Jeff “Mantas” Dunn (chitarra) e Jeramie “War Machine” Kling (batteria), quest’ultimo da poco subentrato ad Antony “Abaddon” Bray.
Il concerto riceve riscontri positivi dal pubblico e dalla critica specializzata, che sottolineano l’energia del trio e la capacità di riproporre con fedeltà e intensità i classici del repertorio originario dei Venom. L’esibizione contribuisce a consolidare la reputazione dei Venom Inc. come eredi diretti della tradizione storica del gruppo, pur con una nuova identità.
Dopo la performance al Wacken Open Air del 2 agosto 2019, Tony “Demolition Man” Dolan, si sottopone ad un intervento chirurgico all’anca presso un ospedale di Londra. L’operazione, rimandata per tre anni a causa dei continui impegni con la band, si era resa ormai necessaria poiché Dolan soffriva di dolori costanti, sia sul palco che nella vita quotidiana. Dolan riferisce a Lords Of Metal di sentirsi in buone condizioni e di aver compiuto la sua prima camminata cauta con le stampelle già la mattina successiva all’intervento, per poi rientrare a casa e proseguire la convalescenza. Spiega che il dolore non è particolarmente intenso e che prova sollievo per aver finalmente affrontato l’operazione, rimandata per anni. Ricorda inoltre un grave incidente avvenuto all’età di dodici anni, quando venne investito da un’automobile e scaraventato in aria per circa sei metri, con conseguente caduta violenta al suolo. Negli ultimi dieci anni aveva tentato più volte di ricevere cure, ma nell’ultimo triennio gli impegni con i Venom Inc., uniti a continui rinvii ospedalieri, avevano impedito l’intervento. Giunto ormai a un punto in cui, dopo il concerto al Wacken Open Air, faticava persino a camminare, Dolan considera l’operazione come un traguardo necessario e guarda con fiducia al futuro.
Succesivamente i Venom Inc. entrano in studio per registrare il loro secondo album, successore del debutto Avé (2017). Le registrazioni si svolgono in varie sedi tra Regno Unito, Portogallo e Stati Uniti, con il chitarrista Jeff “Mantas” Dunn ancora impegnato anche nella produzione del nuovo materiale. A quel punto, la band ha già accumulato circa 24 brani in una prima fase di mixaggio, con le voci (quelle di Tony “Demolition Man” Dolan) ancora da completare, a causa delle restrizioni imposte dalla pandemia, e con l’incertezza sulle date di pubblicazione.
Inoltre, nel 2019 i Venom Inc. si esibiscono al festival tedesco Metal Frenzy, uno dei principali appuntamenti europei per gli appassionati di metal, consolidando ulteriormente la loro presenza dal vivo nel panorama internazionale.
Nel 2020, in piena emergenza sanitaria globale, ben tredici festival heavy metal europei indipendenti decidono di unire le forze per creare il European Metal Festival Alliance: un evento virtuale trasmesso in streaming dal 7 al 9 agosto, progettato per offrire un’alternativa ai fan impossibilitati a partecipare ai concerti dal vivo. Tra i principali festival coinvolti figurano il Bloodstock (Inghilterra), il Summer Breeze (Germania), l'Alcatraz (Belgio), il Brutal Assault (Repubblica Ceca), i Metal Days (Slovenia) ed altri.
I Venom Inc. prendono parte allo streaming, presentando un set in puro stile “old school”, ricco di classici dei Venom e brani originali. La performance viene apprezzata per la sua energia e musicalità nonostante l’ambiente digitale, e viene commentata positivamente da diverse riviste online. A disposizione del pubblico è presente una registrazione completa della performance su Facebook, intitolata “VENOM INC – LIVE @ Streaming for European Metal Festival Alliance 2020 – Full Concert Set List”.

### Pubblicazione dell'album "There's Only Black" e tributo al concerto del 1984 Hammersmith in occasione del festivalKeep It True Rising 2(2022)
Il 23 settembre 2022 la band pubblica il secondo album "There's Only Black" dall’etichetta Nuclear Blast. Il disco segue il debutto Avé (2017) ed è il primo registrato con il batterista Jeramie Kling, subentrato ad Antony “Abaddon” Bray. 
L’ingresso di Kling ha contribuito a un approccio definito più frenetico, energico e progressivo, pur mantenendo le radici nel black e thrash metal tradizionale. Durante la fase compositiva, la band aveva inizialmente concepito un album doppio, intitolato provvisoriamente Nine e ispirato all’Inferno dantesco e ai nove cerchi dell’oltretomba. Tale progetto fu modificato a seguito dei problemi di salute del chitarrista Jeff “Mantas” Dunn, colpito da un infarto nel 2018. Il titolo trae origine da una dichiarazione di Mantas, il quale, descrivendo la propria esperienza di morte clinica durante l’infarto, affermò di non aver visto “luce o tunnel”, ma soltanto “un vortice, e c’era solo nero” (“there’s only black”). 
L’esperienza personale del chitarrista ha fornito il nucleo concettuale dell’opera, orientando i testi verso riflessioni di carattere esistenziale e sulla condizione umana. A differenza del precedente Avé — concepito come un tributo ai fan storici dei Venom e alla tradizione musicale che ne ha ispirato il percorso — There’s Only Black si presenta come un lavoro di natura più intima e personale. 
Secondo il cantante e bassista Tony “Demolition Man” Dolan, l’album intende rappresentare lo stato presente della band e riflettere sulle esperienze individuali, affrontando temi quali la morte, l’oscurità, la menzogna e la ricerca di autenticità. Il disco combina elementi di thrash, speed e black metal, caratterizzati da un’aggressività diretta e da strutture dinamiche.
Le recensioni hanno evidenziato una maggiore intensità rispetto al precedente lavoro, con brani che alternano riff rapidi, blast beat e momenti più cadenzati. La voce di Dolan è stata descritta come ruvida ma più chiara e intelligibile rispetto agli standard tradizionali del genere. Critici specializzati hanno sottolineato la differenza concettuale rispetto ad Avé: se quest’ultimo costituiva un omaggio alla storia della band, There’s Only Black è stato accolto come un’opera più matura e personale, segnata dall’esperienza di vita dei membri e dal nuovo apporto stilistico della formazione.
Nel 2023 i Venom Inc. si esibirono al festival Keep It True Rising 2 con uno spettacolo speciale intitolato Return to Hammersmith 1984 show. La performance costituì un tributo al concerto tenuto dai Venom il 1º giugno 1984 all’Hammersmith Odeon di Londra, tappa conclusiva del tour mondiale a supporto dell’album At War with Satan. In quell’occasione la band propose dal vivo l’intera scaletta storica di quell’esibizione, comprendente brani tratti dai primi tre dischi del gruppo (Welcome to Hell, Black Metal e At War with Satan), riproducendo fedelmente l’atmosfera del periodo.
Pur non coincidente con un anniversario tondo — nel 2023 ricorrevano i 39 anni dal concerto originale — lo spettacolo fu presentato come una celebrazione rievocativa, coerente con lo spirito del festival, tradizionalmente orientato a valorizzare i momenti storici dell’heavy metal classico. L’iniziativa ricevette riscontri positivi sia dal pubblico presente sia dalla critica di settore, che sottolineò la capacità della formazione Venom Inc. di reinterpretare con energia e fedeltà uno dei set più rappresentativi della storia dei Venom.

### Attività live 2023–2024 e uscita di Jeff “Mantas” Dunn e di Jeramie Kling
Nel 2023 i Venom Inc. proseguono l’attività live con il Better To Reign In Hell Tour negli Stati Uniti, accompagnati da Acid Witch, Enforced, Exhumed e Wormwitch. In questo periodo il chitarrista Jeff “Mantas” Dunn diffonde un comunicato — reso pubblico senza che Tony “Demolition Man” Dolan ne fosse informato — in cui annuncia di non voler partecipare ad alcun concerto “fino a nuovo avviso”, al fine di rimanere accanto alla moglie gravemente malata in Portogallo. Dolan dichiara di aver compreso la scelta, decidendo di portare comunque avanti la band per rispettare gli obblighi contrattuali con etichette, manager e promoter, e per onorare gli anticipi ricevuti dalle case discografiche.
A metà dello stesso anno la situazione familiare di Dunn sembra migliorare: la moglie mostra segni di ripresa e il chitarrista torna a provare il repertorio in vista di un festival in Belgio che avrebbe segnato il suo rientro. Tuttavia, poco dopo subisce un secondo infarto, evento che lo induce a interrompere nuovamente l’attività dal vivo. 
Durante la sua assenza, i Venom Inc. si affidano prima a Mike “Mykvs” Hickey e successivamente a Curran “Beleth” Murphy come sostituti alla chitarra. Dolan continua a inviargli messaggi di incoraggiamento e il calendario dei concerti, garantendogli anche supporto economico, nella prospettiva di un suo eventuale ritorno.
A novembre 2023, il batterista Jeramie “War Machine” Kling lascia i Venom Inc. citando “ragioni logistiche” come motivazione. Un anno più tardi, il 9 novembre del 2024 in una video-intervista sul canale youtube A&P Reacts, Kling si è espresso nuovamente meglio riguardo la sua uscita dai Venom Inc. affermando che senza la presenza di Mantas, la band “non avesse più senso” per lui e che per lui era come essere solamente in una cover band.
Dolan ribadisce che l’ingresso di Curran Murphy era stato concepito come un rimpiazzo provvisorio, e che lo stesso Murphy dichiarava di considerare la sua presenza soltanto temporanea, in attesa di un eventuale rientro del chitarrista originario.
Successivamente, nel dicembre 2024, Dunn annuncia ufficialmente la sua uscita dalla band, attribuendo la decisione a «progressive problematiche di salute e personali».  Quando il messaggio viene pubblicato online, Tony “Demolition Man” Dolan apprende della notizia attraverso un articolo web, senza che Mantas lo abbia contattato direttamente. Dolan, tuttavia, continua a considerarlo “come un fratello” e di avere sempre la porta aperta per un suo eventuale ritorno.
Verso metà febbraio 2025, Mantas afferma di non essere stato informato della partecipazione dei Venom Inc. come headliner al Byker Grave Festival di Newcastle del 7 dicembre 2024, sostenendo di aver appreso la notizia unicamente attraverso la diffusione del relativo poster. In interviste successive dichiara inoltre di essersi sentito trascurato da Dolan e indirettamente accusato di aver compromesso i piani della band a causa dei suoi problemi di salute.
Dolan respinge tale ricostruzione, affermando di aver mantenuto contatti con Dunn fino a pochi mesi prima, proponendogli di partecipare ad alcuni concerti selezionati, come quello di New York, senza obbligo di affrontare un intero tour. Secondo Dolan, Dunn avrebbe tuttavia preferito non rispondere concretamente, dedicandosi invece a progetti musicali solisti. Questo, secondo Dolan, ha reso insostenibile l’accusa di essere stato “abbandonato” o di aver interrotto la comunicazione. Lo stesso Dolan spiega che l’ingresso di Curran Murphy alla chitarra era sempre stato concepito come temporaneo: lo stesso Murphy avrebbe infatti spiegato più volte di essere presente solo “finché Mantas non si fosse ristabilito e fosse ritornato”. Inoltre, Dolan rigetta le accuse di aver orchestrato un'operazione mediatica per contenere le conseguenze (quanto definito in inglese come ‘damage control’), sostenendo piuttosto di aver soltanto garantito la continuità del gruppo rispettando gli impegni contrattuali con etichette, promoter e manager, in attesa di un possibile ritorno di Mantas, che tuttavia non si è mai realizzato.
Ad aprile 2024, Kling viene sostituito dal batterista Marc “JXN” Jackson, già associato al progetto M-pire of Evil in cui militava anche Mantas prima che la band tramutasse nei Venom Inc.
Nel 2025, Jeff "Mantas" Dunn e Anthony "Abaddon" Bray sono apparsi insieme presso la Business and Property Courts of England & Wales, in quello che è stato interpretato come un possibile contenzioso legale legato alla vendita autonoma di merchandise da parte di Abaddon e a questioni irrisolte con Conrad "Cronos" Lant, frontman dell’attuale formazione dei Venom. La natura precisa della disputa non è stata ufficialmente divulgata, ma fonti vicine agli ex membri hanno suggerito che riguardasse l’uso del logo storico della band e diritti commerciali connessi al repertorio degli anni ’80.
Pochi giorni dopo, il 2 luglio 2025, il promoter giapponese UPP-tone Music ha annunciato ufficialmente la reunion dal vivo di Mantas e Abaddon, prevista per il 30 novembre 2025 al Shinjuku Antiknock di Tokyo. L'evento speciale vedrà i due storici membri dei Venom eseguire classici della band accompagnati da noti musicisti della scena black metal giapponese, tra cui Masaki “Gezol” Tachi (Sabbat), Mirai Kawashima (Sigh), Shinji “Samm” Tachi (Metalucifer) e Noboru “Jero” Sakuma (Abigail). La serata sarà aperta dalle band Survive e Hell Freezes Over.
La performance rappresenta il primo ritorno ufficiale sul palco insieme dopo l’uscita di Abaddon dai Venom Inc. nel 2018 e segna un possibile nuovo capitolo collaborativo per i due storici fondatori del suono originale della band.
Ad ogni modo, a partire dal 2024, la formazione dei Venom inc. si consolida ufficialmente nel power trio di Tony "Demolition Man" Dolan, Curran "Beleth" Murphy e Marc "JXN" Jackson (ex-M-pire of Evil). 
Già il 3 agosto del 2024, con questa formazione, prendono parte al Pol’and’Rock Festival, manifestazione gratuita che si svolge annualmente a Czaplinek (Polonia) e nota come uno dei più grandi festival musicali europei, tradizionalmente considerato l’“erede spirituale” di Woodstock ’69. La band si esibisce sul Main Stage, il palco principale della rassegna, di fronte a un pubblico composto da decine di migliaia di spettatori.
L’esibizione, ripresa integralmente e diffusa in streaming ufficiale dagli organizzatori, mostra un’affluenza particolarmente numerosa, stimata tra le 50.000 e le 100.000 persone presenti nell’area del palco durante il concerto. La performance viene accolta con entusiasmo dal pubblico internazionale del festival, contribuendo a consolidare la reputazione del gruppo nell’ambito dei grandi eventi dal vivo. Il festival ha registrato un’affluenza complessiva di circa 750.000 partecipanti nell’arco dei tre giorni, secondo gli organizzatori.
Nel 2025, la band tiene complessivamente 54 concerti in diverse nazioni come USA, Germania, Regno Unito, Paesi Bassi, Grecia, Polonia, Romania, Belgio, Bulgaria, Repubblica Ceca, Croazia. Ungheria ed Irlanda. Inoltre la band promette ai fans di concentrarsi sul repertorio dell'era Dolan anni '90 nei Venom e suona così per la prima volta dal vivo il brano "Cursed" proveniente dall'album The Waste Lands.

## Formazione

### Formazione attuale
- Tony "Demolition Man" Dolan - voce, basso (2015–oggi)
- Marc "JXN" Jackson – batteria (2024–oggi)
- Curran "Beleth" Murphy – chitarra (2024–oggi)

### Ex componenti
- Anthony "Abaddon" Bray – batteria (2015–2018)
- Jeramie "War Machine" Kling – batteria (2018–2023)
- Jeffrey "Mantas" Dunn –  chitarra (2015–2024)

### Turnisti
- Nicholas Barker – batteria (2022)
- Mike "Mykvs" Hickey – chitarra (2023)

## Discografia

### Album
- 2017 - Avé
- 2022 - There's Only Black

### Singoli
- 2017 - Dein Fleisch
- 2018 - War / Warhead
- 2022 - How Many Can Die